# Концентрационный элемент

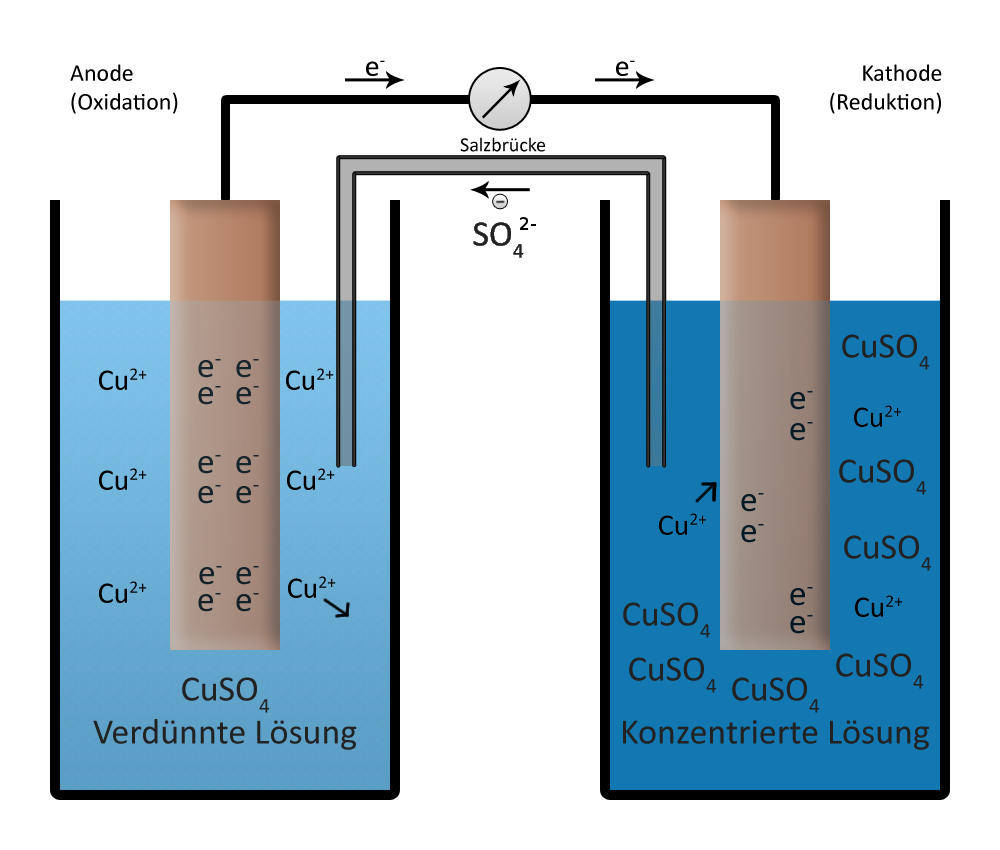
Концентрационный элемент

Концентрационный элемент — это гальванический элемент, состоящий из двух одинаковых металлических электродов, опущенных в растворы соли этого металла с различными концентрациями С1 > С2. Катодом в этом гальваническом элементе является электрод, погруженный в раствор с большей концентрацией, а анодом соответственно погруженным в раствор с меньшей концентрацией.
В качестве примера концентрационного элемента можно привести концентрационный свинцовый гальванический элемент. Электроды этого элемента сделаны из свинца, при этом один из электродов которого погружен в раствор соли свинца с концентрацией Pb2+ равной 0,1 моль/л, а другой — в раствор с концентрацией Pb2+ равной 0,01 моль/л.
Схема данного элемента: {\displaystyle \mathrm {\mathbb {K} (+)~Pb~|~{0,1{\mathit {M}}}~Pb^{2+}~||~{0,01{\mathit {M}}}~Pb^{2+}~|~Pb~(-)\mathbb {A} } }

В данном элементе происходят электродные процессы:

{\displaystyle \mathrm {\mathbb {K} (+)~Pb^{2+}+2e\rightarrow Pb^{0}} }- реакция восстановления

{\displaystyle \mathrm {\mathbb {A} (-)~Pb^{0}-2e\rightarrow Pb^{2+}} }- реакция окисления